# Гвоздець

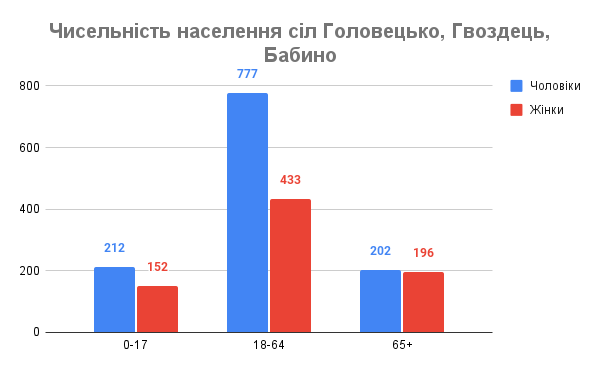
Чисельність населення сіл Головецько, Гвоздець, Бабино Стрілківської ОТГ, 2021.

Гвоздець — село в Україні, у Самбірському районі Львівської області. Населення становить 103 осіб. Орган місцевого самоврядування - Стрілківська сільська рада. Умовно поділене на декілька частин: Центр, Фрачків, Закривуля, Смеречка та Ровінь.

## Історія

#### Бій із спецгрупами 4.05.1949 р.
4. 5 1949 р. о 2,20-2,55 год. той же пвд звів завзятий бій з трьома спепгрупами МВД в лісі Посіцький між сс. Лопушанка Хомина — Гвоздець — Ясениця Замкова, р-н Стрілки. 
Ворожі сили: три спецгрупи МВД під к-дою майора, силою 50 людей. 
Опис бою: 3. 5. 49 р. вечором пвд вийшов з лісу між сс. Недільна-Топільниця і подався по харчі в напрямі свого зимового табору під прикриттям ночі над с. Гвоздець в ліс Посіцький. З приводу того, що скрізь були сильні облави, пвд не хотів розконспіровуватися і йшов за харчами до бункру. Тимчасом того вечора, ворог віднайшов бункер, про що пвд не знав, в додатку станичний В. наткнувся під бункром на большевиків, йдучи також по харчі. В. був поранений в чоло, але щасливо відступив.
Після цієї зустрічі ворог підтягнув сили й ожидав на становищах, чи хтось не прийде. Коли пвд о 2,20 год. по півночі в бойовому ладі підсунувся під бункер, ворог відкрив барабанний вогонь, на що пвд такох відповів вогнем із всієї зброї.
Почався бій, під час якого був поранений найближчий бункру кулеметчик, віст. Н. На наказ чот. Ч. пвд йде в наступ, щоб перед відступом забрати раненого кулеметчика і не залишити його ворогові. Пвд подався вперед, викинув ворожі ліве і праве крила із становищ та, знаючи докладно терен, почав їх винищувати. Раненого в живіт кулеметчика забрано до заду, де його забандажовано. Чот. Ч., запримітивши, що під бункром збиралася ворожа група, яку легко було знищити, подався з кількома стрільцями вперед на ворога.
Коли у їх стіп було 6 убитих, а прочі повтікали, один важко ранений большевик віддав серію з ПІІС і на місці вбив чот. Ч. Ворог, зібравшись в лісі з новими силами, почав наново наступати. Щоо не продовжувати бою, пвд став відступати. На бажання кул. Н. його дострілено, бо рана була смертельна.
Пвд забрав зброю вбитих, а тіла заховав у глибині лісу. Після цього відступив в наміченому напрямі. Другого дня ворог великими силами перешукав ліс і віднайшов тіла вбитих. 
Ворожі втрати: 11 убитих, 7 ранених. Між убитими один майор, що від кількох місяців перебував в цьому терені із спецпризначенням. 

Втрати повстанців: 2 убитих.

#### Засідка на большевицьких головачів з Києва і Москви 1949 р.
20. 5. 1949 о 21 год. перша група пвд під к-дою хор. О. зробила засідку на автомашини, що везли большевицьких головачів-делеґатів, які приїхали на контролю пограничних районів та поверталися з наради в м. Турка. Засідку зроблено в самому райцентрі Стрілки. Опис засідки: 19. 5. 1949 р. к-р відтинку зробив відправу з пвд. Маючи дані, що в терені районів Турка, Стрілки, Старий Самбір вздовж шляху та обабіч його в лісах переводить облави та чистку терену якийсь полк МҐБ з Дрогобича, к-р відтинка прийшов до висновку, що шляхом напевно будуть переїжджати якісь большевицькі достойники, бо облави переводить спеціяльно висланий з Дрогобича полковник МҐБ і то виключно обабіч шляху. В додатку донесено, що в напрямі м. Турка поїхали якісь головачі в лімузині під охороною трьох автомашин, нагружених спецбоївками. Хор. О. дістає наказ за будь-яку ціну підсунутися в райцентр із свосю групою та вечором 20. 5. обстріляти під світлом ракет лімузину, що повертатиме під охороною трьох автомашин емведистів. Рівно ж дістає наказ ст. віст. К. із своєю групою залізти в багно та маленькі кущики при самому шляху між сс. Головецьке-Гвоздець і ждати тільки на лімузину, а більш нікого не зачіпати. 20. 5. хор О. із своїм з’єднанням пересидів в лісі, а коли стало смеркати, помимо великого руху на шляху і приявности большевицьких груп в лісі та на шляху, підсунувся в маленькі корчики біля шляху самого райцентру Стрілки, де заляг, ожидаючи ворога. Не минуло 10 хвилин, як на шляху показалася перша грузова автомашина, на якій була орхестра і спецбоївка силою ЗО людей. У віддалі 15 м. першої машини, над’їхала друга грузова машина, навантажена большевиками. Відтак за нею їхала свобідно лімузина, в ній кількох череватих старшин в уніформах і цивільних одягах. За цією машиною їхала четверта грузова машина, також навантажена большевиками. Коли хор. О. дав наказ вистрілити ракети і відкрити вогонь тільки по лімузині, вся зброя заграла барабанним вогнем. Всіх головачів побито, лімузина заїхала в рів і з неї почав куритися дим. Коли ця вже була готова, хор. О. дав наказ відкрити вогонь по другій машині і бігцем відступати. Ворог був так перестрашений несподіваним ударом в райцентрі, що бандити з першої і другої машини стали панічно втікати в район в напрямі будинку МҐБ, інші залягли в ровах та віддали кілька черг з автоматів. Тільки пвд вийшов на гору, а вже на місці засідки з’явилися три танкетки, одна з райцентру Стрілки, друга з райцентру Старий Самбір, а третя та, що приїхала була із згаданими головачами і ждала в райцентрі Стрілки. Ворожі втрати: 18 вбитих і невідоме число поранених. Між убитими делегати з Москви і Києва, що приїхали на контролю пограничних районів (в міжчасі до м. Турка від сторони Славська приїздив також зрадник Гречуха з Києва, який, однак, через Стрілки не поверстався). Ворожі сили около 100 людей. Постанці втрат не мали. На підставі розвідки, переведеної після тієї засідки, чотирьох убитих забрано до Києва. Ворог свої втрати так законспірував, що помимо зусиль розвідки, хто впав, не вдалося цього ствердити. Те, що ворог поніс втрати, підслухали в райкомпартії, а на місці засідки залишились купи пороху, вимішаного з кров’ю, повно ґудзиків та подіравлені дві автомашини. Пвд стріляв з віддалі ЗО метрів. Після засідки ніччю, а потім в день ворог переводив великі облави при співучасті сил, що під’їхали з мм. Самбора і Турки.

#### Засідка на підполковника МҐБ Колодяжного з Дрогобича
21 травня 1949 р. підвідділ к-ра Кузьми ("ст.віст. К.") між селами Головецьке та Гвоздець (при шляху) із засідки ліквідував старшин МГБ в області, що поверталися з облави: підполковника Колодяжного із штабу обласного управління МГБ, майора, капітана і з інших емгібістів, без власних втрат. 
21. 5. 1949 о 19,20 год. друга група пвд під к-дою ст. віст. К., зробила при шляху між сс. Головецьке-Гвоздець засідку на старшин МҐБ в області, що поверталися з облави. 
Опис засідки: Завзятий ст. віст. К. виконує даний йому наказ з повною посвятою. Через два дні 20. і 21. 5. не зважаючи на ворожі облави і засідку, що відбулася в райцентрі, він лежить в болоті під час великого дощу, ожидаючи легкової машини. Точно о 19,20 год. над’їхала лімузина, а в ній 5 офіцерів і шофер. Не зважаючи, що кругом присутній ворог, відкриває вогонь по лімузині, відтак зривається і біжить наступом на неї. Тут на місці кулеметчик ст. віст. Т. чергою з «Дехтяра» вбиває підполк. Колодяжного, інші вбивають одного майора, одного капітана, одного ст. лейтенанта, одного лейтенанта і рядового шофера. 
Три перші впали біля машини, три останні відбігли в жита, де повмирали від ран, заки ще прийшла допомога, повстанці забирають здобуту зброю, важні документи МҐБ, спалюють автомашину і відступають.
Ворожі втрати: б убитих, між ними пполк. Колодяжний з Дрогобича. Документів інших старшин не устійнено, бо їх біля себе не мали. 
Здобуто: 1 кулемет «Дехтяр», 2 ППШ, 1 ППС, 1 кріс, 2 пістолі «Токар», амуніцію, гранати, торбу з документами пполк. Колодяжного. 

Повстанці втрат не мали. В засідці відзначились ст. вістуни К., Т. і О. Ця друга засідка викликала ще більшу паніку у ворога, а між українським населенням і повстанцями великий підйом і радісний настрій.
Згодом село було ліквідовано, а більшість людей вивезено до Сибіру та Гути.

### Незалежність (1991 р. - до сьогодні)

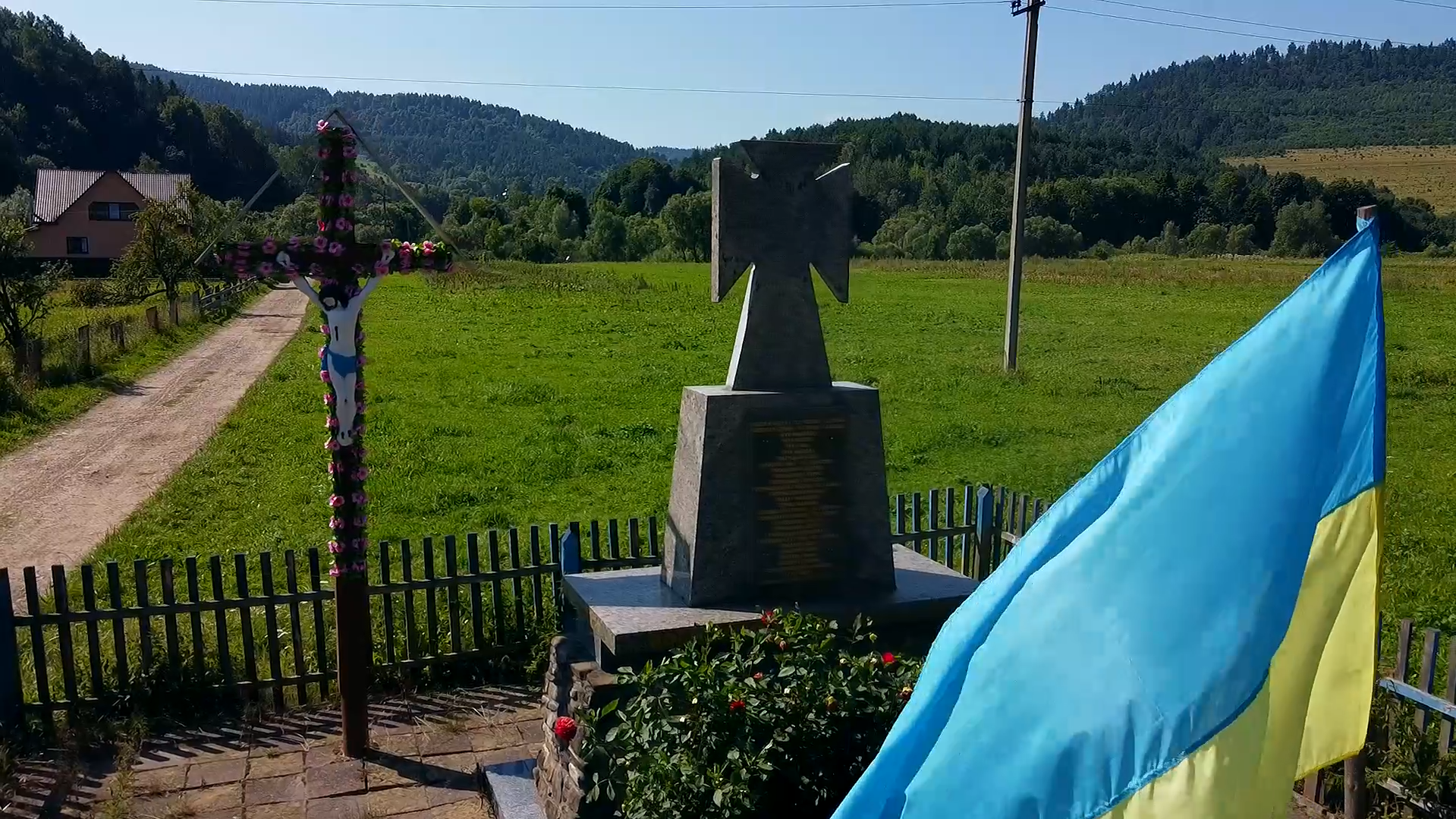
Гвоздець. Пам’ятний знак "Борцям за волю України"

9 липня 2006 р. відбулося відкриття і освячення пам’ятного знаку "Борцям за волю України", який був виготовлений і встановлений під орудою Львівського крайового "Братства ОУН –УПА", на честь героїв Повстанської армії, які загинули у нерівних боях із загонами НКВС.

## Церква Св. Михаїла 1791 року

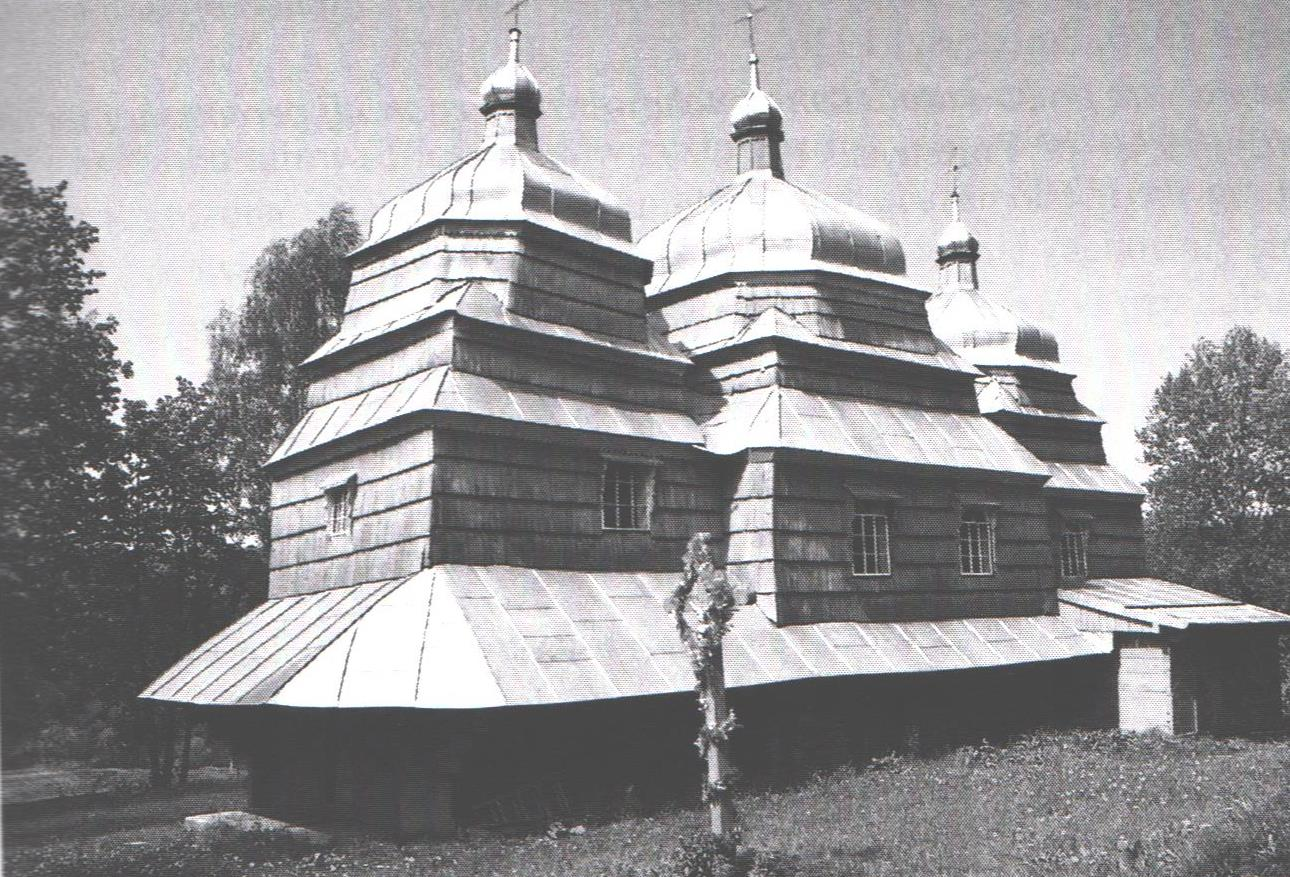
Церква Св. Михаїла у Гвіздці (Стрілківська громада)

Церква Св. Михаїла збудована у 1791 році і відновлена у 1923 році, після війни замкнена і спустошена. За часів Незалежності відремонтована великими зусиллями жителів невеликого на сьогодні села і заново відкрита.

## Визначні пам'ятки
В селі Гвоздець є магазин, який не працює вже декілька років, але біля нього добре ловить вай-фай, тому це може стати в пригоді туристам. Наступним визначним місцем є будка "На зупинці", там сучасна гвіщанська (гвоздецька) молодь не тільки чекає на автобус, а й проводить свій вільний час, граючись. Останнім скарбом села Гвоздець є, так званий, вагончик. Це готель, бар, казино та відпочинковий комплекс.